# Матеев Мырзабек (Муса) Асыпбекович
Мате́ев Мырзабе́к (Муса) Асыпбе́кович (21 августа 1959, Кара-Балта — 8 августа 2020, Кыргызстан) — микрохирург, доктор медицинских наук, профессор кафедры хирургии Кыргызской государственной медицинской академии им. И. К. Ахунбаева, профессор кафедры госпитальной хирургии Кыргызско-российского славянского университета, основатель клиники профессора Матеева.
Разработал и внедрил в практику новую концепцию префабрикации перфорантного пропеллерного лоскута, таким образом в медицине ввел такое понятие, как «лоскут в лоскуте» («flap in flap» — выделяется лоскут в лоскуте, согласно выходам перфорантных сосудов, и тем самым создается возможность закрыть дефекты различных форм и размеров, не нарушая кровообращения в лоскуте).

## Биография
Матеев Мырзабек (Муса) Асыпбекович родился в 1959 году 21 августа в г. Кара-Балта.
С 1976—1982 годы обучался в Кыргызском Государственном Медицинском Институте, на лечебном факультете.
С 1982—1983 г поступил и закончил Интернатуру по общей хирургии в национальном госпитале МЗКР.
1983—1985 г учился в клинической ординатуре по микрохирургии ВНЦХ АМН СССР г. Москва.
1985—1994 Врач микрохирург в отделение микрохирургии НГ МЗ КР.
В 1989 защитил кандидатскую диссертацию «Пересадка свободных, васкуляризированных лоскутов в лечении хронического остеомиелита» в г. Бишкек КГМА.
В 1998 году защитил докторскую диссератцию «Пластика обширных дефектов мягких тканей и костей васкуляризированными аутотрансплантатами» в институте хирургии имени Вишневского АМН СССР.
1994—2018 Заведующий отделения пластической и реконструктивной микрохирургии НГ МЗКР.
2001 — Специализация по Хирургии Кисти, Клиника Беллера, Вена, Австрия.
2002—2020 — профессор кафедры хирургии КГМА.
2004—2020 — профессор кафедры госпитальной хирургии КРСУ.
2005—2020 — заведующий курса микрохирургии КГМА.
2018—2020 — заведующий кафедрой клинической ординаторы по пластической микрохирургии КГМА.
2019—2020 — заведующий кафедрой пластической хирургии КГМА.
2019 — Президент Ассоциации пластических хирурги Кыргызстана.

## Публикации
73 оригинальные статьи в научных Международных Журналах, 42 публикации в других изданиях 9 глав в книгах Perforator Flaps (США), Color Atlas of Burn Reconstruction (Германия), Reconstructive Microsurgery (Италия), Burn Reconstruction (Швеция) и др.
2 монографии
Некоторые публикации:
- Blondeel Ph., Morris S., Hallock G., Neligan P. Perforator Flaps: Anatomy, Technique and Clinincal Applications. St.Louis, Quality Medical Publ.vol 2, 2013, 1486.
- Hyakusoku H., Orgill D., Teot L.,Pribatz J., Ogawa R. Color Atlas of Burn Reconstructive Surgery. Berlin, Springer Publ. 2010, 499. doi: 10.1007/978-3-642-05070-1.
- Our Definition of Propeller Flaps and Their Classification. Seminars in Plastic Surgery. 2020;34(3):139-144. doi: 10.1055/s-0040-1715158
- Mateev M.A. et al. Shape-modified method using the radial forearm perforator flap for reconstruction of soft-tissue defects of the scalp. Journal of Reconstructive Microsurgery. 2005;21(1):21-4. doi: 10.1055/s-2005-862775
- Mateev M. Reconstruction of soft tissue defects of the hand using the shape-modified radial forearm flap. Scandinavian Journal of Plastic and Reconstructive Surgery and Hand Surgery. 2009;38:4,228-231.doi:10.1080/02844310410026717
- Mateev M.A. Ogawa R., Hyakusoku H. et al. Shape-Modified Radial Artery Perforator Flap Method: Analysis of 112 Cases. Plastic and Reconstructive Surgery. 2009;123:1533-1543. doi: 10.1097/PRS.0b013e3181a07655
- Pignatti M., Ogawa R., Hallock G., Mateev M., Koshima I. Hyakusoku H. et al. The «Tokyo» Consensus of Propeller Flaps. Plastic and Reconstructive Surgery. 2011;127:716-722. doi: 10.1097/PRS.0b013e3181fed6b2
- Mateev M., Kuokkanen H. Reconstruction of soft tissue defects in the extremeties with a pedicled perforator flap: series of 25 patients. Journal of Plastic Surgery Hand Surgery. 2012;46(1):32-6. doi: 10.3109/2000656X.2011.634562
- Nakao J., Umezawa H., Ogawa R., Mateev M. Reconstruction of elbow skin and soft tissue defects using perforator-pedicled propeller flaps. Microsurgery. 2017;38(5):473-478. doi: 10.1002/micr.30270

## Участие в международных конгрессах

### Конгрессы по микрохирургии кисти, ожогам
1996 — Международный конгресс по хирургии кисти, Париж.
2008 — Конференция по перфораторным лоскутам, Индия.
2008 — Международный конгресс по хирургии кисти, Париж.
2009 — Конференция по перфораторным лоскутам, Испания.
2010 — Венецианский конгресс национального общества итальянских хирургов по ожогам, Италия.
2010 — Конгресс международного федеративного общества хирургии кисти в Южной Корее.
2018—2020 гг — 7-й, 8-й конгрессы по «Пластической хирургии, эстетической медицине и косметологии», 5-й, 6-й конференции посвященных памяти академика Н. О. Миланова, по пластической хирургии в России и актуальным вопросам микрохирургии.

### Международный конгресс всемирного общества реконструтивной микрохирургии
2001 — 1-й конгресс Всемирного общества реконструктивной микрохирургии, Тайвань, «Лучевой лоскут предплечья: новая методика изменения формы и увеличения размеров для реконструкции дефектов мягких тканей».
2005 — Аргентина, «Метод изменения формы лучевого перфорационного лоскута предплечья для восстановления дефектов мягких тканей».
2003 — Германия, «Лучевой лоскут, как метод решения донорской зоны»
2007 — Греция, «Перфораторный лучевой лоскут предплечья: как мы решили проблему подвижности донорского участка».
2009 — Япония, «Реконструкция головы и шеи с использованием перфораторов».
2011 — Финляндия, «Применение васкуляризированного костного трансплантата малоберцовой кости в сочетании с аппаратом Илизарова для реконструкции дефектов костей нижних конечностей».
2017 — Южная Корея «Перфораторные пропеллерные лоскуты: общий принцип, философия и показания».

### Конгрессы европейской Федерации общества
2000 — Португалия «Свободные сосудистые костные трансплантаты для восстановления костных дефектов и формирования новых суставов».
2002 — Турция «The tactics aspects in reconstruction of burn scar deformations with using local, island and free flaps».
2006 — Румыния «Pedicle perforator flaps for reconstructions of soft tissue defects».
2008 — Финляндия, «Врожденный псевдоатроз предплечья: реконструкция и отдаленные результаты: Перфораторные лоскуты при реконструкции головы и шеи».
2010 — Генуя, «Реконструкция дефектов мягких тканей головы и шеи с помощью перфораторного лоскута».
2011 — Турция, «Изменения формы лоскута перфоратора лучевой артерии: новый метод реконструкции дефектов мягких тканей».
2016 — Турция, «Васкуляризованный малоберцовый трансплантат в сочетании с аппаратом Илизарова для реконструкции костных дефектов».
2018 — Братислава, «Лоскут перфоратора лучевой артерии: новый метод коррекции дефектов мягких тканей».

### Конгрессы азиатско-тихоокеанской федерации реконструтивной микрохирургии
2014 — Южная Корея, «Перфораторный лоскут в реконструктивной микрохирургии».
2016 — Китай «Метод перфоратора Лоскут в лоскуте: новая концепция в реконструктивной хирургии».
2018 — Турция «Использование перфораторных пропеллерных лоскутов по реконструкции головы и шеи» был признан лучшим" (Доклад был признан лучшим докладом конгресса).

## Преподавание и мастер классы на международных обучающих курсах
2005 — Лектор, 9-е Международные курсы по Перфораторным лоскутам, Барселона, Испания.
2006 — Преподаватель и Лектор, XVIII курсы по микрохирургии, Лиссабон, Португалия.
2007 — Преподаватель и Лектор, 4-е Барселонские курсы по Перфораторным Лоскутам, Барселона, Испания.
2008 — Преподаватель и Лектор, 11-е курсы ожоговой хирургии Скандинавских стран, Упсала, Швеция.
2008 — Преподаватель и Лектор, 2-е Национальные обучающие курсы по пропеллерным лоскутам, Чиней, Индия.
2009 — Преподаватель и Лектор, Скандинавские обучающие курсы по пластической хирургии при травме и ранах, Упсала, Швеция.
2010 — Преподаватель и Лектор, Международные курсы по перфораторным лоскутам, Токио, Япония.
2011 — Преподаватель и Лектор, Международные курсы по пропеллерным лоскутам, Амели, Франция.
2012 — Преподаватель, Международные мастер классы по реконструктивной микрохирургии, Алматы, Казахстан.
2012 — Организатор и Преподаватель, Международные курсы по реконструктивной микрохирургии, Бишкек, Кыргызстан.
2013 — Преподаватель, Международные мастер классы по перфорантным пропеллерным лоскутам и ожогам, Алматы, Казахстан.
2014 — Преподаватель и Лектор, Международные курсы по пластике головы и шеи, Нью-Кастел, Англия.
2016 — Организатор и Преподаватель, Международные курсы по реконструктивной хирургии, Бишкек, Кыргызстан.
2017 — Преподаватель и Лектор, Международные курсы по перфорантным лоскутам, Колумбус, Огайо, США.
2018 — Преподаватель и Лектор, Международные курсы по супермикрохирургии, Жанан, Китай.
2019 — Преподаватель и Лектор, Мастер класс по перфорантным лоскутам Москва, Россия.

## Членство в международных ассоциациях
Профессор Матеев М. А. был членом:
— Международной ассоциации микрохирургов Европы (E.F.S.M.)
— постоянным экспертом и приглашенным докладчиком и членом Всемирного Совета по реконструктивной хирургии (W.S.R.M.)
— Азиатско-Тихоокеанской федерации обществ реконструктивной хирургии (A.P.F.S.R.M.)
— Международного совета по хирургии кисти

## Международные гуманитарные проекты
2007 — Международный проект по оказанию помощи детям с ожогами при поддержке Ротари Клуба, Бишкек, Кыргызстан.
2008, 2009 — Международный проект обучения хирургов Скандинавских стран, Бишкек, Кыргызстан.
2012- Международный проект оказания помощи детям с ожогами Общества пластических хирургов Кыргызстана, Бишкек, Кыргызстан.
2017 — Совместный проект выполнения операций у детей с ожогами с Кумтор оперейтинг компани, Бишкек, Кыргызстан.
2018, 2019 — Проект выполнения реконструктивных операций тяжелым пациентам Общества пластических хирургов Кыргызстана, Бишкек, Кыргызстан.